# 鸣螽科
參數所指定的目標頁面不存在，建議更正成存在頁面或直接建立下列一個頁面（建立前請先搜尋是否有合適的存在頁面可以取代）：
- 原螽科

鸣螽科（学名：Prophalangopsidae）又名原树蟋科、原哈格鸣螽科，是直翅目螽亚目原螽总科下的一科昆虫。

## 形态
鸣螽科现生类群成虫体长25- 120毫米，体色多为暗褐色；灭绝类群翅展30-200毫米。头部为下口式。丝状触角，着生于复眼下缘之上，圆柱状柄节、通常鞭节第一亚节最长。一般具有3枚单眼；复眼卵形，位于头前上方两侧。前胸背板呈马鞍状，后缘通常盖住翅基部。后足股节通常为典型的跳跃足；前足胫节基部内外侧各有一个椭圆形听器；前中足胫节腹面多具刺，后足胫节背面两侧多具刺，胫节端部通常具距；前中后足跗节均4节，具跗垫；跗节第1和第2节有不同程度愈合。前翅为覆翅，以椭圆、卵圆形为主，一般超过腹部末端；雄性个体发声部较大，具发声锉与刮器，中部发育发声齿，左右翅发声器官一般同等发育；前翅色斑以条带型为主。后翅膜质，臀区通常扩大呈扇形。

## 分布
最早的鸣螽科化石记录来自于中亚地区和中国北方的下侏罗统地层，到中生代中晚期后广泛分布，新生代时期在北美及西藏有少量发现。现生类群仅分布在印度北部、中国西南地区、西伯利亚东部和北美西北部。

## 分类
鸣螽科共包括5个灭绝亚科和2个现生亚科: 
- †阿博鸣螽亚科 Aboilinae
- †原阿博鸣螽亚科 Protaboilinae
- †赤峰鸣螽亚科 Chifengiinae
- †螱鸣螽亚科 Termitidiinae
- †异鸣螽亚科 Tettohaglinae
- 鸣螽亚科 Prophalangopsinae 
  - 鸣螽属 Prophalangopsis
  - 铁鸣螽属 Tarragoilus
  - 亚鸣螽属 Aboilomimus
- 圆翅鸣螽亚科 Cyphoderrinae
  - 圆翅鸣螽属 Cyphoderris
  - 拟圆翅鸣螽属 Paracyphoderris